# Legea
Legea（商标为全大写的LEGEA）是一家意大利运动服装公司，于1993年由阿坎福拉（Acanfora）家的乔瓦尼（Giovanni）、埃米利亚（Emilia）和路易吉（Luigi）三兄弟创办。意大利业余足球队最常使用的品牌就包括Legea，该公司也与职业足球俱乐部合作过。